# Les Anglais
Les Anglais este o comună din arondismentul Les Chardonnières, departamentul Sud, Haiti, cu o suprafață de 117,04 km2 și o populație de 27.182 locuitori (2009).